# Austrolimnophila punctipennis
Austrolimnophila punctipennis är en tvåvingeart som först beskrevs av Philippi 1866.  Austrolimnophila punctipennis ingår i släktet Austrolimnophila och familjen småharkrankar. Inga underarter finns listade i Catalogue of Life.